# Genética del desarrollo
La genética del desarrollo estudia cómo a partir de una célula aparece un organismo completo a nivel intracelular, a nivel de los genes y de su expresión o no expresión.
El desarrollo de un individuo multicelular ocurre a partir de un cigoto que prolifera mediante mitosis y mediante el proceso de determinación celular. En un principio todas y cada una de las células que constituyen el embrión pueden convertirse en cualquier tipo celular, son células pluripotentes, pero en la mayoría de los individuos tras algunas divisiones del embrión cada célula determina a qué tipo celular corresponderá y ya no podrá volver a formar otro tipo de célula.
Las etapas que engloba el desarrollo temprano en animales son:
- Fecundación: por fusión de dos gametos surge el cigoto que acabará constituyendo el organismo. En mamíferos el gameto no es un óvulo propiamente dicho, sino que es un ovocito ya que está detenido en metafase de segundo orden, y pasa a óvulo una vez fecundado. Dentro de la fecundación se distinguen varias fases: aproximación, activación del ovocito, penetración y anfimixis (en mamíferos)
- Segmentación: mediante divisiones por mitosis se forman primero blastómeros que a medida que se dividen van bajando por la trompa de Falopio hacia el útero. Divisiones sucesivas originan la mórula y finalmente la blástula. Después de la segmentación ocurre la compactación que consiste en los procesos que comunican los blastómeros entre sí e impedirían su separación si no hubiera zona pelúcida. Ya las células internas forman el embrioblasto que formará más adelante el embrión, y las células externas forman el trofoblasto que dará lugar a la placenta
- Gastrulación: menos divisiones mitóticas, comienzan los movimientos morfogenéticos al desplazarse conjuntos de células. Se forman las tres hojas embrionarias: ectodermo, mesodermo y endodermo.
- Organogénesis: el embrión experimenta la organización estructural, se delimitan los órganos.
- Histogénesis: diferenciación de tejidos: epitelial, conjuntivo, muscular y nervioso.

La genética es muy importante a la hora de estudiar el desarrollo ya que la expresión de los genes regula eventos muy importantes en el mismo, es importante por tanto el estudio del control genético del desarrollo.

## Organismos modelo
Para el estudio de procesos biológicos, como es el control genético del desarrollo, se utiliza tan sólo un pequeño número de organismos, llamados organismos modelo. Estos reúnen una serie de características favorables para el trabajo de laboratorio, como son: pequeño tamaño (por lo que se les puede observar cómodamente),  ciclos de vida y tiempo de regeneración cortos, capacidad para ser mantenidos a bajo coste,  descendencia manejable en cuanto al número y adaptabilidad al ambiente del laboratorio.
Hay seis organismos modelos muy utilizados por genetistas: 
- Escherichia coli: bacteria del intestino de algunos mamíferos, incluidos humanos.
- Saccharomyces cerevisiae: levadura de cerveza.
- Caenorhabditis elegans: nematodo.
- Drosophila melanogaster: mosca de la fruta. Véase embriogénesis de Drosophila.
- Arabidopsis thaliana: planta de la familia de la mostaza. Véase desarrollo floral.
- Mus musculus: ratón doméstico.

Otras especies también a menudo utilizadas en estudios genéticos son: Neurospora crassa (moho del pan), Zea mays (maíz) y Danio rerio (pez cebra).

### Desarrollo deDrosophila
Drosophila melanogaster es el modelo de control genético del desarrollo más utilizado entre los genetistas. El cuerpo de Drosophila tiene tres partes: cabeza, tórax y abdomen. El tórax se divide en tres segmentos, uno por cada par de patas. El segundo incluye las alas, y el tercero, los ronzales. El desarrollo de este plan corporal sigue una serie de pasos estereotipados. Así, una vez producida la fecundación, el embrión temprano se desarrolla en tres fases:
1. Se desarrollan el eje antero posterior y el dorsoventral.
2. Se determinan la orientación y el número de segmentos que compondrán el cuerpo
3. Se establece la identidad de cada uno de los segmentos

Cada una de estas fases o etapas distintas están controladas por un grupo de genes diferente. El estudio de estos genes se lleva a cabo mediante el análisis de mutantes de Drosophila en diferentes estadios de desarrollo.

## Genes involucrados en el desarrollo deDrosophila
Genes maternos -(Activan)→ Genes gap -(Activan)→ Genes de regla par -(Activan)→ Genes polaridad de segmento -(Activan)→ Genes homeóticos

### Genes maternos
Los  primeros genes que actúan en el desarrollo son los genes maternos, también llamados genes de polaridad del huevo. Se transcriben a ARNm durante la ovogénesis, de ahí su primer nombre, y actúan tras la fecundación. 
Determinan la constitución de los ejes principales de desarrollo de Drosophila: el eje dorsoventral y el anteroposterior. Según su papel en cada uno, se dividen en cuatro sistemas de genes:
- Sistema anterior: determina la formación de la cabeza y del tórax.
- Sistema posterior: determina la formación de los segmentos del abdomen.
- Sistema terminal: determina la formación del acrón y del telson.
- Sistema dorso-ventral: determina la formación de las estructuras dorsales y ventrales, como por ejemplo las alas y las patas.

### Genes de segmentación

Patrón bandeado de expresión de los genes even.skipped (parasegmentos impares) y fushi tarazu (parasegmentos pares).,

Después de la acción de los genes maternos se activan los genes cigóticos o genes de segmentación que se expresan tras la fertilización. Estos genes se dividen en 3 clases que van actuar secuencialmente:
- Genes gap: son los primeros en actuar y dividen mediante la transcripción de estos genes el embrión en 4 regiones ancha. Dentro de estas regiones, las combinaciones diferentes de actividades génicas especificarán tanto el tipo de segmento que se formará como el orden correcto de los segmentos en cada estado del desarrollo, en Drosophila determinará los segmentos del cuerpo de la larva, pupa y del adulto.
- Genes de la regla par: son genes que se expresan después de los genes gap y dividen las amplias regiones establecidas por los genes gap en regiones con la anchura aproximada de un segmento, es decir, cada gen se expresa en un patrón de 7 bandas a lo largo del embrión, éstas bandas identifican parasegmentos impares (eve) y parasegmentos pares (Fushi tarazu) Por lo tanto, la expresión de estos genes establece los límites de los segmentos y el destino del desarrollo de las células dentro de cada segmento.
- Genes de la polaridad de los segmentos: estos genes se activan en una única banda de células dentro de cada segmento  después de la acción de los genes de la regla par y se van a extender alrededor de la circunferencia del embrión. En total en Drosophila se van a expresar en 14 bandas a lo largo del embrión.

### Genes homeóticos
Los genes homeóticos o Hox son los últimos genes zigóticos que actúan a lo largo del desarrollo y se activan tras el efecto de los genes de la polaridad de los segmentos, la expresión de estos genes determina las estructuras del adulto que se formarán en cada segmento corporal. 
En Drosophila se sabe que estos genes se agrupan en dos complejos ubicados en el cromosoma 3: 
- Complejo Antennapedia: controla la identidad de los segmentos de la cabeza y de los dos primeros segmentos torácicos. Si se fuerza la expresión de Antennapedia en la cabeza, el animal mutante tendrá patas en vez de antenas (de ahí el nombre).
- Complejo Bithorax: controla la identidad del tercer segmento torácico y de los segmentos abdominales.

Estructura de los complejos homeóticos Antennapedia y bithorax en un cromosoma de Drosophila; el orden del 3' al 5' equivale al de expresión espacial, del extremo anterior al posterior, y al temporal, más precoz en el 3'.

Hay 4 grupos de genes Hox en Humanos; A-B-C y D. Se extienden en regiones de entre 20 y 100Kb y contienen hasta 10 genes. Muchos se corresponden con 
genes de Drosophila y son las causantes de malformaciones hereditarias de las extremidades. 
También se han identificado cierto número de genes que controlan la expresión de los genes Hox, por ese motivo las mutaciones no afectan ni al número ni a la polaridad de los segmentos. Según los resultados de algunos experimentos se cree que los circuitos reguladores de los genes Hox no están ampliamente conservados en los sistemas animales.

### Genes conmutadores maestros
Los genes conmutadores maestros son aquellos que controlan la acción de otros genes para disminuir el número de rutas de desarrollo alternativas que puede seguir la célula. Por ejemplo:
- El gen  ced-9 de C. elegans, relacionado con la apoptosis, controla la acción de los genes ced-3 y ced-4.
- El gen eyeless de Drosophila, si se expresa activa a otros genes que controlan el desarrollo y la diferenciación del ojo adulto, mientras que si no se expresa el organismo carecerá de ojo.

Son genes bastantes importantes para el desarrollo, ya que programan la expresión del genoma reduciendo bastante los caminos a seguir del zigoto para llegar al organismo pluricelular.

## Interacciones entre células
En el desarrollo de los organismos pluricelulares las interacciones entre células influyen en los patrones de transcripción y en el destino del desarrollo de las células vecinas. Esto se consigue mediante sistemas de señalización en el desarrollo. 
En el desarrollo temprano, los vertebrados utilizan 5 sistemas de señalización, cuando empieza la organogénesis se añade 5 sistemas más de los ya utilizados. Estos sistemas actúan independientemente como redes coordinadas para enviar y recibir señales en el desarrollo que produce respuestas transcripcionales específicas, las redes establecen la formación de patrones y dirigen la diferenciación de los tejidos y órganos. 
Un ejemplo de estos sistemas es la ruta de señalización Notch, que actúa mediante contacto directo entre células para controlar el destino de desarrollo de las células que interactúan.  Así, el gen Notch codifica un receptor de señal transmembranal. Este receptor cuando se une a una proteína delta (formada mediante la expresión del gen delta) experimenta un cambio de conformación y se separa un pequeño trozo proteico que se una a una proteína citoplasmática codificada por el gen su(H), este complejo proteico formada en el citoplasma se dirige al núcleo para unirse a cofactores de transcripción que activan el mecanismo de transcripción de un conjunto de genes que controlan una ruta de desarrollo específica.

## Apoptosis
Se llama apoptosis al proceso de muerte celular programada que conlleva la degradación del DNA celular y la fagocitosis de la célula por macrófagos vecinos sin que se salga el contenido de la célula (a diferencia de la necrosis, que conlleva la muerte celular pero con salida del contenido al exterior debido a una lesión). Está mediado por la vía de las caspasas. 
El proceso de apoptosis es importante para el desarrollo del organismo, ya que es un mecanismo de sustitución de células viejas y mantenimiento del tamaño del individuo. Por ello, está muy bien regulado tanto a nivel interior como exterior de la célula. En la mayoría de las células este proceso tiene que estar inhibido, ya que muchas de las células están programadas para la muerte celular.